# Wolkersdorf (stacja kolejowa)
Wolkersdorf (niem: Bahnhof Wolkersdorf) – stacja kolejowa w Wolkersdorf im Weinviertel, w kraju związkowym Dolna Austria, w Austrii. Znajduje się na linii Wiedeń–Laa an der Thaya (Laaer Ostbahn). Na tej stacji kończy się podwójny tor między Wiedniem a Wolkersdorf.
Stacja jest obsługiwana przez linie S-Bahn w Wiedniu, a także pociągi regionalne i Regional-Express.

## Linie kolejowe
- Laaer Ostbahn